# 11. SS Freiwilligen-Panzergrenadier-Division Nordland
11. SS Freiwilligen-Panzergrenadier-Division Nordland var en tysk Waffen-SS pansargrenadjärdivision för frivilliga soldater, delvis av skandinaviskt ursprung som stred vid östfronten mot Sovjetunionen under andra världskriget.

## Divisionens uppsättning
Det låg väl i linje med den nazistiska ideologin och tanken på Lebensraum att rekrytera icke-tyska germaner. Därför var skandinaver särskilt eftertraktade som rekryter för krigstjänstgöring i Waffen-SS. Den första enheten som delvis bestod av skandinaviska frivilliga var 5. SS-Panzer-Division Wiking som sattes in i strid första gången under Operation Barbarossa. Soldaterna kom huvudsakligen från Tyskland men divisionen innehöll även kontingenter från bland annat Norge, Danmark och Nederländerna samt ett litet antal svenskar. Officerarna i divisionen var tyska. 
Divisionen är allmänt ansedd som effektiv i strid, och därför ville Adolf Hitler i februari 1943 skapa en ny SS-division som även leddes av utländska officerare. Hitler beordrade att Wikings pansargrenadjärregemente Nordland, ett skandinaviskt frivilligregemente, skulle lägga grunden till den nya divisionen. Ursprungligen skulle divisionen namnges Waräger, men istället beslöt man att behålla regementets redan existerande namn, Nordland.
Nordlands två nya pansargrenadjärregementen gavs också namn relaterade till varifrån majoriteterna av rekryterna i båda regementena kom ifrån - regementena gavs således namnen Norge respektive Danmark.
Trots att de flesta frivilliga kom från Skandinavien så hade Nordland i slutet av kriget haft en stor mängd olika nationaliteter tjänstgörande i divisionen: danskar, norrmän, svenskar, finnar, estländare, fransmän, rumäner, spanjorer, schweizare, ungrare, britter, nederländare samt "folktyskar".
Efter att ha satts upp i Tyskland blev Nordland en del av SS-Obergruppenführer Felix Steiners III. SS-Panzerkorps och förflyttades till Oberoende staten Kroatien för träning, och där sammanslogs även SS-Freiwilligen Legion Niederlande med divisionen. Efter detta inleddes stridsuppdrag mot Titos jugoslaviska partisaner. I sena november 1943 deltog Danmarkregementet i hårda strider mot en styrka på 5000 partisaner nära Glina. Under samma period gavs Nordlands Pansaravdelning SS-Panzer Abteilung 11 hederstiteln "Hermann von Salza", efter den fjärde Hochmeistern av Tyska orden (*1179 - †1239)
I januari 1944 beordrades divisionen till närheten av Leningrad, under generalöverste Walter Models armégrupp Heeresgruppe Nord.

## Slag

### Leningrad – Narva
Nordland anlände tillsammans med resten av III. SS-Panzerkorps till fronten vid Leningrad och sattes nästan omedelbart in mot de ryska angreppen mot staden för att bryta dess inneslutning. Efter att inneslutningen var bruten gjorde divisionen en taktisk stridande reträtt 60 kilometer bakåt. Den 14 januari lyckades en sovjetiskt offensiv tränga igenom den tyska fronten och Nordland förflyttades ytterligare bakåt till Narva i Estland där en ny försvarslinje upprättades. Den 13 februari inleddes sovjeternas attacker mot Narva, synkroniserade med ett amfibiskt angrepp från Östersjön nära Merekule. 
Tyskarna utplånade landstigningsstyrkorna och höll stånd de kommande fem månaderna under kraftiga strider. När Operation Bagration drog igång i juni 1944 resulterade det i att Armégrupp Nord inneslöts, men efter månader av hård kamp slog sig Nordland ur fällan och förflyttade sig 25 kilometer västerut mot Tannenberglinjen.

### Tannenberglinjen – Kurland
Från och med 27 juli försökte Nordland att hålla en kulle. Trots att befälhavaren för Nordland Fritz Scholz samt Norge- och Danmarkregementenas ledare stupade i stridigheterna höll divisionen ett hårt grepp om kullen och lyckades förstöra 113 sovjetiska stridsvagnar.
Den 16 september drogs III. SS-Panzerkorps tillbaka till Lettlands huvudstad Riga för att försvara den. Staden föll den 12 oktober och alla Waffen-SS enheter blev inneslutna vid Kurland. Förtvivlade strider utkämpades och i december var Nordlands divisionella styrka nere på endast 9000 man. I januari 1945 beordrades därför divisionen till hamnstaden Libau för att skeppas till Pommern. Man landsteg vid Stettin och SS-Panzer Abteilung 11 Hermann von Salza skickades till Gothafen för att återförstärkas. Nordland förbereddes därefter för Berlins försvar.

### Östpreussen och Pommern
I början av februari började fler förstärkningar till divisionen att anlända. Bland annat en formation av brittiska frivilliga i Waffen-SS.
Den 16 februari beordrades divisionen att deltaga offensivt i Operation Sonnenwende, med mål att sabotera sovjetisk försörjning och underlätta för trupperna under belägring i staden Arnswalde. Planen hade utvecklats av Heinz Guderian som ett massangrepp längs hela den östra fronten men hade förminskats av Hitler till en lokal motattack. Inledningsvis uppnådde Nordlands angrepp en total taktisk överraskning och kunde snabbt avancera mot sjön Ihna. Men då sovjeterna började att inse vad som försiggick blev motståndet hårdare och offensiven trappades av. Den 17 februari kom divisionen fram till Arnswalde och kunde undsätta den utmattade garnisonen. De överlevande civila i staden evakuerades under de kommande dagarna och Steiner avbröt anfallet och förflyttade tillbaka III. SS-Panzerkorps till Stargard längs den norra sidan av floden Oder.
Sovjetunionens offensiv den 1 mars tryckte tillbaka Nordland och den övriga armégruppen. Med sin oerhörda försvarsvilja orsakade dock tyskarna stora skador på de sovjetiska trupperna och stannade den 4 mars upp vid Altdam, den sista försvarspunkten öster om själva Oder. Nordland slog tillbaka sovjeternas angrepp i två veckor lidandes stora förluster. Den 19 mars föll man tillbaka över floden när Norge- och Danmarkregementena var praktiskt taget utplånade. Divisionen beordrades till Schwedt-Bad Freinwalde för att erhålla mindre förstärkningar. Bland annat 300 franska frivilliga och ett spanskt frivilligkompani anslöts till divisionen, samt ett tillägg fordon och tidigare personal från Luftwaffe och Kriegsmarine.

### Slutstriden vid Berlin
Den 16 april beordrades Nordland tillbaka till försvarslinjen strax öster om Berlin. Trots de nyliga förstärkningarna var divisionen kraftigt försvagad och de nya rekryterna hade, med undantag för de franska och spanska, begränsad eller ingen tidigare erfarenhet av strid. 17 till 20 april var divisionen längs alla linjer helt involverad i konstant strid och var tillbakadragen till staden. Den 22 april upphörde divisionen att existera som en sammanhållen enhet och hade tryckts vidare inåt och försvarade nu Tiergarten i själva stadskärnan, broarna över Spree och regeringsdistriktet.
Den 26 april var försvararna inträngda ända in i riksdagshuset och höll där ut tappert i ytterligare fyra dagar mot otroliga odds till dess att man fick nyheten om Hitlers död, då befälhavaren beslutade sig för att beordra de som kunde att försöka bryta sig ut mot väster istället. Flertalet smågrupper lyckades att nå amerikanerna vid Charlottenburg, men många fler gjorde inte det, bland dem det svenska tredje kompaniet ur SS-Panzer-Aufklärungs Abteilung 11 som utkämpade en förgäves kamp att fly de omringande sovjeterna.
Den 1 maj hade sovjeterna rensat ur riksdagshuset och utplånat allt motstånd. De få överlevande i Nordland som kapitulerade till sovjeterna skickades österut, varav de flesta aldrig sågs igen. Av de få överlevare som istället nådde de allierades linjer lämnades många över till respektive hemländer där de blev åtalade som förrädare och fick avtjäna fängelsestraff, eller i vissa fall blev avrättade.

## Befälhavare
- SS-Brigadeführer Franz Augsberger (22 mars 1943 – 1 maj 1943)
- SS-Gruppenführer Fritz von Scholz (1 maj 1943 – 27 juli 1944)
- SS-Brigadeführer Joachim Ziegler (27 juli 1944 – 25 april 1945)
- SS-Brigadeführer Gustav Krukenberg (25 april 1945 – 8 maj 1945)

## Komponenter
- SS-Panzergrenadier Regiment 23 Norge
- SS-Panzergrenadier Regiment 24 Danmark
- SS-Panzer Abteilung 11 Herman von Salza
- SS-Panzer Artillerie Regiment 11
- SS-Panzer-Aufklärungs Abteilung 11
- SS-Sturmgeschutz Abteilung 11
- SS-Panzerjäger Abteilung 11
- SS-Nachrichtung Abteilung 11
- SS-Pionier Battalion 11
- SS-Nachrichtung Abteilung Truppen 11
- SS-Nachschub Truppen 11
- SS-Instandsetzungs Abteilung 11
- SS-Wirtschafts Abteilung 11
- SS-Kriegsberichter-Zug 11
- SS-Feldgendarmerie-Trupp 11
- SS-Feldersatz-Battalion 11
- SS-Bewährungs-Kompanie 11
- SS-Sanitäts-Abteilung 11
- SS-Werfer-Battalion 521
- SS-Jäger-Regiment 11